# Adnaloi Vila Ollé
Adnaloi Vila Ollé   (Igualada, 8 d'agost de 1994) és una persona no-binària, activista política i social, fotògrafa, dissenyadora gràfica i artista catalana. La seva lluita social s'emmarca en el transfeminisme interseccional, anticapitalista i vegà. Destaca la seva lluita contra la grassofòbia. En català, empra tant el pronom neutre elli com el femení ella.
Ha participat en diverses campanyes de comunicació, xerrades i exposicions. Per exemple, va elaborar el text «Per venjar la teva mort» dins l'exposició Identitats ImPossibles. Gènere, desig i iconografia sobre identitats LGBT+ i religió al Museu dels Sants d'Olot. El 2017 va engegar una campanya en la qual animava a compartir imatges a les xarxes socials de cossos en biquini i banyador per amplificar el discurs antigrassofòbic. Ha tingut notorietat també la seva xerrada sobre grassofòbia a la Delegació de la Generalitat a Brussel·les on va mostrar el seu cos «no-normatiu (trans, gordo, amb cicatrius, estries...) i seminú en un sistema gordofòbic que censura els cossos dissidents». En aquest sentit, els mitjans han destacat també la seva participació en el pla per erradicar la violència estètica del Departament d'Igualtat i Feminismes, i en una campanya de comunicació contra la violència a les xarxes socials de la Universitat de Vic i Calala.
Durant el seu activisme polític i social, ha militat en organitzacions juvenils de l'esquerra independentista i revolucionària, el Sindicat d'Estudiants dels Països Catalans, entitats feministes i LGTBI+, com La Dalla o Joves Trans de Barcelona, espais antiespecistes, en els moviments okupa i populars garrotxins i igualadins, i en el col·lectiu Stop Gordofobia.

## Obra
- Diversis autoris. Guia gramatical de llenguatge no-binari.  Raig Verd, setembre 2023. ISBN 978-84-19206-52-7.